# Lannepax
Lannepax (gaskognisch: Lanapatz) ist eine französische Gemeinde mit 532 Einwohnern (Stand 1. Januar 2022) im Département Gers in der Region Okzitanien; sie gehört zum Arrondissement Condom und zum Gemeindeverband Grand-Armagnac.

## Geografie
Lannepax liegt rund 34 Kilometer nordwestlich der Kleinstadt Auch im Nordwesten des Départements Gers. Sie gehört zum Weinbrandgebiet Armagnac. Das Gemeindegebiet erstreckt sich zwischen den Flüssen Izaute im Westen und Auzoue im Osten.
Zur Gemeinde gehören die Siedlungen Arnauté und Lannepax sowie zahlreiche Weiler und Einzelgehöfte.

## Geschichte
Im 13. Jahrhundert bestehen sowohl der Ort wie auch eine Festung. Errichtet wurden sie von den Grafen von Armagnac. Im Hundertjährigen Krieg litt die Gemeinde schwer. Nach der Reblauskrise, die die Weinberge zerstörte, zogen im 19. Jahrhundert viele Menschen weg. Lannepax gehörte zur Region Comté de (Vic-)Fezensac innerhalb der Gascogne. Der Ort gehörte von 1793 bis 1801 zum District Condom, zudem von 1793 bis 1801 zum Kanton Lannepax und von 1801 bis 2015 zum Wahlkreis (Kanton) Eauze.

## Bevölkerungsentwicklung
| Jahr                       | 1866  | 1962 | 1968 | 1975 | 1982 | 1990 | 1999 | 2006 | 2020 |
| Einwohner                  | 1.552 | 751  | 744  | 686  | 652  | 610  | 569  | 554  | 512  |
| Quellen: Cassini und INSEE |       |      |      |      |      |      |      |      |      |

## Sehenswürdigkeiten
- Kirche Saint-Jacques in Lannepax (13.–15. Jahrhundert)
- Kirche Saint-Pierre in Cacarens
- Schloss Gajan aus dem 13. Jahrhundert
- mehrere Wegkreuze
- Lavoirs (ehemalige öffentliche Waschhäuser) in Garaut und Lannepax
- Landschaft um das Teufelsloch (Trou du diable)

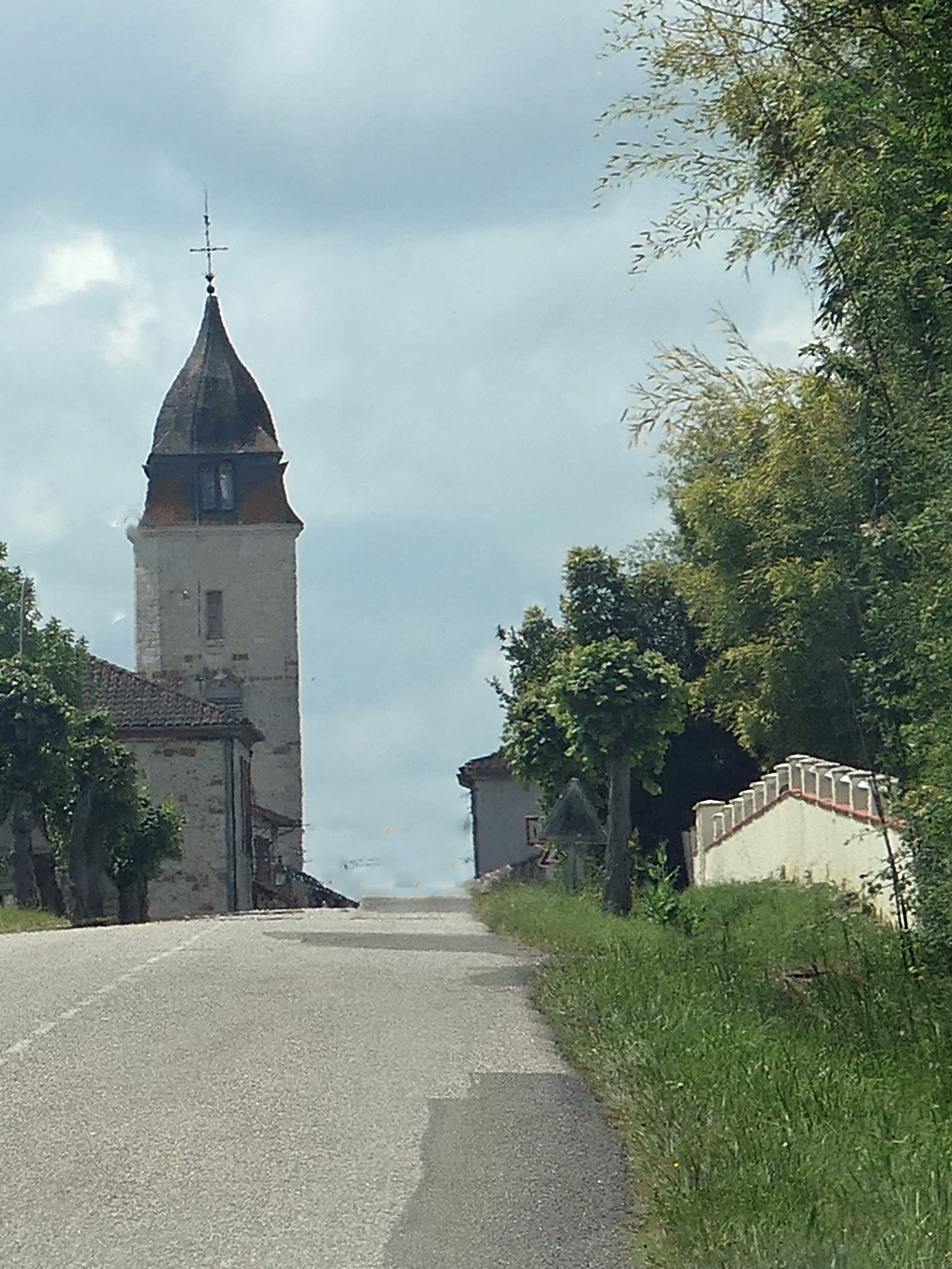
Kirche Saint-Jacques